# Mariss Jansons
Mariss Ivars Georgs Jansons (Riga, 14 de janeiro de 1943 – São Petersburgo, 1 de dezembro de 2019) foi um maestro letão.

## Biografia
Mariss nasceu em 1943 em Riga, capital da Letônia. Cresceu na União Soviética como filho do maestro Arvid Jansons, estudando violino, viola e piano e completando sua formação musical em regência com altos prêmios no Conservatório de Leningrado. Outros estudos seguiram-se com Hans Swarovsky em Viena e Herbert von Karajan em Salzburgo. Em 1971, ganhou a competição de regência patrocinada pela Fundação Karajan em Berlim. Seu trabalho também foi significativamente influenciado pelo maestro russo Yevgeny Mravinsky, que contratou Mariss como sua assistente na Filarmônica de Leningrado em 1972. Nos anos seguintes, permaneceu fiel a essa orquestra, hoje renomeada como Filarmônica de São Petersburgo, como maestro regular até 1999, conduzindo a orquestra durante esse período em turnês pelo mundo. De 1971 a 2000, também foi professor de regência no Conservatório de São Petersburgo.
Mariss morreu no dia 1 de dezembro de 2019 aos 76 anos.